# A Great Day in Harlem

A Great Day in Harlem (également appelée Harlem 1958) est un portrait photographique de 57 jazzmen pris sur le trottoir de la 126e rue de Harlem (New York) par Art Kane vers 10h du matin et qui fut publié par le numéro de janvier 1959 du magazine Esquire. 
Jean Bach (en) a réalisé A Great Day in Harlem, un documentaire relatant cet événement en 1994.

## Musiciens apparaissant sur le portrait
- Red Allen
- Buster Bailey
- Count Basie
- Emmett Berry
- Art Blakey
- Lawrence Brown
- Scoville Browne
- Buck Clayton
- Bill Crump
- Vic Dickenson
- Roy Eldridge
- Art Farmer
- Bud Freeman
- Dizzy Gillespie
- Tyree Glenn
- Benny Golson
- Sonny Greer
- Johnny Griffin
- Gigi Gryce
- Coleman Hawkins
- J.C. Heard
- Jay C. Higginbotham
- Milt Hinton
- Chubby Jackson
- Hilton Jefferson
- Osie Johnson
- Hank Jones
- Jo Jones
- Jimmy Jones
- Taft Jordan
- Max Kaminsky
- Gene Krupa
- Eddie Locke
- Marian McPartland
- Charles Mingus
- Miff Mole
- Thelonious Monk
- Gerry Mulligan
- Oscar Pettiford
- Rudy Powell
- Luckey Roberts
- Sonny Rollins
- Jimmy Rushing
- Pee Wee Russell
- Sahib Shihab
- Horace Silver
- Zutty Singleton
- Stuff Smith
- Rex Stewart
- Maxine Sullivan
- Joe Thomas
- Wilbur Ware
- Dickie Wells
- George Wettling
- Ernie Wilkins
- Mary Lou Williams
- Lester Young